# دانيال ارسي
دانيال ارسي (بالإسبانية: Daniel Arce)‏ هو منافس ألعاب قوى إسباني، ولد في 22 أبريل 1992 في برغش في إسبانيا.

## وصلات خارجية
- دانيال ارسي على موقع الاتحاد الدولي لألعاب القوى (الإنجليزية)
- دانيال ارسي على موقع اللجنة الأولمبية الدولية (الإنجليزية)
- دانيال ارسي على موقع أوليمبيديا (الإنجليزية)
- دانيال ارسي على موقع اللجنة الأولمبية الإسبانية (الإسبانية)